# Plastiscines
Le Plastiscines sono un gruppo alternative rock francese formatosi a Parigi nel 2006 e composto unicamente da ragazze nate nel 1987: la cantante Katty Besnard, la chitarrista Marine Neuilly, la bassista Louise Basilien e la batterista Zazie Tavitian, che dopo la registrazione del primo album è stata sostituita da Anais Vandevyvere.
Il gruppo canta sia in inglese che in francese.

## Storia
La formazione originale si conobbe al liceo Mansart de Saint Cyr a Parigi, in seguito si aggiunse la bassista Louise incontrata a un concerto dei Libertines nel 2004.La band prese il nome da una parola inglese contenuta nella canzone dei Beatles Lucy in the Sky with Diamonds, plasticine.
Il 12 febbraio 2007 è uscito l'album LP1, che grazie al singolo Loser, a maggio, ha raggiunto le prime posizioni di tante classifiche, non solo francesi ma anche europee in generale.
Le caratteristiche dei pezzi dell'album LP1 sono la durata comune (tutte durano 2 minuti) e delle canzoni da un ritmo velocissimo.
Il 21 giugno 2009 è stato pubblicato About Love, secondo album delle Plastiscines, l'album è stato distribuito dalla NYLON Records.
Un mese esatto prima del lancio dell'album, fu pubblicato un EP con tre delle canzoni, che successivamente furono inserite nell'album: Barcellona, You're No Good e I Could Rob You.
Nell'aprile del 2013 è uscito Coming To Get You e nel maggio del 2013 furono pubblicate altre due canzoni, Ooh La La e Comment Faire. L'album è finalmente uscito il 28 aprile 2014. Questo album è diverso dai due precedenti: le Plastiscines hanno deciso di abbandonare il loro stile rock ed optare per uno stile più rivolto al pop elettronico.
Le Plastiscines sono inoltre apparse nel 9º episodio della 3ª stagione di Gossip Girl con la canzone Bitch, sempre la stessa canzone è stata usata nel 5º episodio della 5ª stagione della serie televisiva True Blood.
La canzone Pas Avec Toi  è stata inserita nel gioco per PS3 "Gran Turismo 5"

## Membri
- Katty Besnard - voce (2006 - )
- Louise Basilien - basso (2006 - )
- Anaïs Vandevyvere - batteria (2008 - )

### Membri secondari
- Laurie Mammoliti - sintetizzatore e chitarra
- Lucie Petre - chitarra

### Ex-membri
- Zazie Tavitian - batteria (2006 - 2008)
- Siam Kamli - batteria
- Caroline Leblon - basso
- Marine Neuilly - chitarra (2006 - 2011)

## Discografia
- 2007 - LP1
- 2009 - About Love
- 2014 - Back to the Start

### EP
- 2014 - Black XS by Plastiscines EP